# یوجی تتسویا
 یوجی تتسویا (انگلیسی: Yoji Totsuka؛ زاده ۱۹۴۲ درگذشته ۱۰ ژوئیه ۲۰۰۸) یک فیزیک‌دان اهل ژاپن بود.